# Verona (Wisconsin)
Verona is een plaats (city) in de Amerikaanse staat Wisconsin, en valt bestuurlijk gezien onder Dane County.

## Demografie
Bij de volkstelling in 2000 werd het aantal inwoners vastgesteld op 7052. In 2006 is het aantal inwoners door het United States Census Bureau geschat op 10.048, een stijging van 2996 (42,5%).

## Geografie
Volgens het United States Census Bureau beslaat de plaats een oppervlakte van 8,5 km², geheel bestaande uit land. Verona ligt op ongeveer 275 m boven zeeniveau.

## Plaatsen in de nabije omgeving
De onderstaande figuur toont nabijgelegen plaatsen in een straal van 16 km rond Verona.